# Giōrgos Stathakīs
Giōrgos Stathakīs (in greco Γιώργος Σταθάκης?, traslitterato anche Georgios Stathakis; La Canea, 8 novembre 1953) è un politico greco, dal 5 novembre 2016 Ministro dell'Ambiente e dell'Energia nel governo Tsipras II.

## Biografia
Giōrgos Stathakīs si è laureato in economia all'Università di Atene nel 1976. Nel 1978 ha quindi conseguito un Master of Arts in economia presso l'Università di Newcastle, presso cui ha poi ottenuto anche un Ph.D.
Nel 1988 è diventato professore di economia politica all'Università di Creta.
È stato eletto al Parlamento ellenico per la prima volta alle elezioni del maggio 2012, per il collegio di La Canea, ed è stato quindi confermato alle successive elezioni di giugno 2012 e del 2015. Il 27 gennaio 2015 è stato nominato Ministro dell'Economia, delle Infrastrutture, della Navigazione e del Turismo nel Governo Tsipras I.